# Matthew Flinders
Matthew Flinders, född 16 mars 1774 i Donington, Lincolnshire, död 19 juli 1814 i London, var en brittisk kapten i Royal Navy och en av de mer kända navigatörerna och kartograferna under sin tid. 
Flinders deltog i George Bass kringsegling av Tasmanien 1798, förde sedan befälet över Investigator som 1801–03 seglade runt den australiska kontinenten. Genom sina goda karteringsarbeten längs sydkusten lyckades Flinders 1802 vederlägga den då allmänna åsikten, att ett sund möjligen delade upp Australien i öar. På den karta, som Flinders efter fullbordad kringsegling 1803 tecknade av kontinenten, framstod Australien som en väldig ö, som Flinders kallade "Australia". Namnet fick dock inte sitt genombrott förrän efter Flinders död. Hans reseskildring A Voyage to Terra Australis utom i 2 band 1814. 
Hans kvarlevor hittades av utgrävare i januari 2019 i London.

## Eftermäle
Asteroiden 10203 Flinders är uppkallad efter honom.